# Prodotto genico
Il prodotto genico è la proteina ottenuta per sintesi proteica dal filamento di DNA. Il DNA subisce un processo di trascrizione attraverso la ribosuzione mioplatica che contribuisce a ottenere un RNA messaggero e la successiva traduzione porta alla produzione di una proteina.
Più precisamente, il filamento di DNA è rappresentato da un singolo gene (da qui la derivazione della dicitura "prodotto genico") che viene trascritto in RNA messaggero, che a sua volta viene tradotto in proteina con la coadiuvazione dei ribosomi.